# Alban Lenoir
Alban Lenoir (Digione, 16 dicembre 1980) è un attore francese.
È apparso nei film Angel Face, L'erba cattiva, Gamberetti per tutti, Proiettile vagante (trilogia) e Bigbug.

## Filmografia

### Cinema
- The Truth About Charlie, regia di Jonathan Demme (2002)
- Io vi troverò (Taken), regia di Pierre Morel (2008)
- Il missionario (Le Missionnaire), regia di Roger Delattre (2009)
- Goal of the Dead, regia di Thierry Poiraud e Benjamin Rocher (2014)
- Angel Face (Gueule d'ange), regia di Vanessa Filho (2018)
- L'erba cattiva (Mauvaises herbes), regia di Kheiron (2018)
- Gamberetti per tutti (Les crevettes pailletées), regia di Cédric Le Gallo e Maxime Govare (2019)
- Proiettile vagante (Balle perdue), regia di Guillaume Pierret (2020)
- Bigbug, regia di Jean-Pierre Jeunet (2022)
- Proiettile vagante 2 (Balle perdue 2), regia di Guillaume Pierret (2022)
- AKA, regia di Morgan S. Dalibert (2023)
- Vite vendute (Le salaire de la peur), regia di Julien Leclercq (2024)
- Proiettile vagante 3 (Balle perdue 3), regia di Guillaume Pierret (2025)

### Televisione
- Spiral – serie TV (2006)
- Benjamin Lebel - Delitti D.O.C. – serie TV (2014)
- Little Murders by Agatha Christie – serie TV (2015)
- T.A.N.K. – webserie (2016)
- Marianne – serie TV (2019)